# Apsilochorema malickyi
Apsilochorema malickyi là một loài Trichoptera trong họ Hydrobiosidae. Chúng phân bố ở miền Ấn Độ - Mã Lai.